# Tekstilkunst
Tekstilkunst er kunst og kunsthåndværk, der bruger plante, dyre- eller syntetiske fibre til at konstruere praktisk anvendelige eller dekorative genstande.
Tekstiler har været en grundlæggende del af menneskelivet siden civilisationens begyndelse. Metoderne og materialerne, der er brugt til at fremstille dem, har udviklet sig enormt igennem tiden, mens tekstilernes funktioner er forblevet de samme. Det gælder både for tekstiler til beklædning, dekorative og kunstneriske tekstiler. Tekstilkunstens historie er også historien om international handel og teknologiens fremskridt. Tyrkisk lilla farvestof var en vigtig og dyrebar handelsvare i det gamle Middelhav. Silkevejen bragte kinesisk silke til Indien, Afrika og Europa, og omvendt silke til Kina. Efterspørgslen efter importerede luksusstoffer førte til overdådighedslove under middelalderen og renæssancen. Den industrielle revolution blev i vid udstrækning formet af innovation inden for tekstilteknologi: bomuldsspinderi, Spinning Jenny og kraftvæven mekaniserede produktionen og førte til det ludditiske oprør.

## Begreber
Ordet tekstil er fra latin texere, som betyder "at væve", "at flette" eller "at konstruere". Den enkleste tekstilkunst er filtning, hvor animalske fibre sammenfiltres ved hjælp af varme og fugt. De fleste tekstilfrembringelser begynder med at sno eller spinde og sammenlægge fibre for at lave garn (kaldet tråd, når det er meget let og reb, når det er meget tungt). Garnet knyttes, løkkes, flettes eller væves for at lave fleksibelt stof eller klæde. Stof kan bruges til at fremstille beklædning og tøj og også til at skabe bløde møbler. Begrebet tekstiler omfatter brugsgenstande såsom filt, garn, stof, møbler og færdige brugsgenstande.
Tekstilkunsten omfatter også de teknikker, der bruges til at udsmykke eller dekorere, samt billedkunst. Tekstilkunst kan skabes ved at bruge tryk for at tilføje farve og mønstre, og kan fremstilles med broderi og andre former for håndarbejde, såsom tabletvævning og blondefremstilling. Konstruktionsmetoder omfatter bl.a. syning, strikning, hækling og skræddersyning, såvel som de anvendte redskaber (væve og synåle), anvendte teknikker (quiltning og plissering). Færdigt fremstillede genstande (tæpper, kelims, krogede tæpper og dyner) kan alle høre under kategorien tekstilkunst.

## Funktioner
Fra tidlige tider har tekstiler været brugt til at dække menneskekroppen og beskytte den mod elementerne, til at sende sociale signaler til andre mennesker om rang og stand, til at opbevare, sikre og beskytte ejendele og til at blødgøre, isolere og dekorere opholdsrum og overflader.

## Tekstiler som kunst
Begrebet for kunst har ændret sig i og udviklet sig løbet af den romantiske periode og i det nittende århundrede, da kunst kom til at blive set som "en særlig evne i det menneskelige sind, der skal klassificeres med religion og videnskab". Denne skelnen mellem kunsthåndværk og billedkunst gælder også for tekstilkunsten, hvor begrebetfiberkunst, billedvævning eller tekstilkunst nu bruges til at beskrive tekstilbaserede dekorative genstande, som ikke er beregnet til praktisk brug, men derimod skabt for at danne æstetisk, politisk, kulturelt og kunstnerisk dialog og diskurs med beskueren.

## Historie om planteanvendelse i tekstilkunst
Naturlige fibre har været et vigtigt aspekt af det menneskelige samfund siden 7000 f.Kr., og det er belæg for at tro, at de først blev brugt i prydklæder fra år 400 f.Kr. i Indien, hvor bomuld først blev dyrket. Naturlige fibre er blevet brugt i de sidste 4000 til 5000 år til at lave tøj. Plante- og dyrefibre var den eneste måde, hvorpå tøj og stoffer kunne skabes indtil 1885, hvor den første syntetiske fiber blev fremstillet. Bomuld og hør er to af de mest almindelige naturlige fibre, der bruges i dag, men historisk blev naturlige fibre lavet af de fleste dele af planten, herunder bark, stilke, blade, frugt og saft.
Hør menes at være det ældste fiber, der blev brugt til at skabe tekstiler, da den er blevet fundet i mumiers grave fra så tidligt tilbage som 6500 f.Kr. Fibrene fra hørren er taget fra filamenterne i plantens stilk, spundet sammen for at skabe lange tråde og derefter vævet til lange stykker hør, der blev brugt fra alt fra bandager til tøj og gobeliner. Hver fibers længde afhænger af højden af det blad, den er vokset i, med 10 filamenter i et bundt, der tjener hvert blad på planten. Hver filament har samme tykkelse, hvilket giver den en konsistens, der er ideel til at garn af. Garnet blev anvendt på vridningsbrætter eller vridningshjul til at skabe store stykker stof, der kunne indfarves og væves i forskellige mønstre for at skabe kunstfærdige gobeliner og broderier. Et eksempel på, hvordan man brugte linned, er på billedet af en bandage, som en mumie var svøbt i, dateret mellem 305 og 30 f.Kr. Nogle af bandagerne var malet med hieroglyffer, hvis den begravede var af betydning for samfundet.
Bomuld blev første gang brugt i 5000 f.Kr. i Indien og Mellemøsten, og spredte sig til Europa efter invasionen i Indien i 327 f.Kr. Fremstillingen og produktionen af bomuld spredte sig på kort tid i det 18. århundrede, og det blev hurtigt en af de vigtigste tekstilfibre pga. dets komfort, holdbarhed og sugeevne Bomuldsfibre er frøhår dannet i en kapsel, der vokser efter plantens blomster. Fibrene fuldender deres vækstcyklus og brister for at frigive omkring 30 frø, der hver har mellem 200 og 7000 frøhår, der er mellem 22 og 50 millimeter lange. Omkring 90 % af frøhårene er cellulose, mens de øvrige 10 % er voks, pectat, protein og andre mineraler. Når først det er forarbejdet, kan bomuld spindes til garn af forskellige tykkelser, der skal væves eller strikkes til forskellige produkter såsom fløjl, chambray, fløjlsbukser, jersey, flannel og velour, der kan bruges i gobelinner, tæpper og gardiner, som vist på billedet af bomuldstapetet, der blev vævet i Indien.

## Plantefiberidentifikation i gamle tekstiler
Lysmikroskopi, normal transmissionselektronmikroskopi og senest scanningselektronmikroskopi (SEM) bruges til at studere gamle tekstilrester for at bestemme, hvilke naturlige fibre der blev brugt til at skabe dem. Når tekstiler er fundet, bliver fibrene pillet ud ved hjælp af et lysmikroskop, og en SEM bruges til at lede efter egenskaber i tekstilet, der viser, hvilken plante det er lavet af. I hør, for eksempel, leder forskerne efter langsgående striber, der viser cellerne i plantestammen og krydsstriber, der er specifikke for hørfibre. Bomuld identificeres ved den snoning, der opstår i frøhårene, når fibrene tørres for at blive vævet. Denne viden hjælper os til at lære, hvor og hvornår dyrkningen af planter, der bruges i tekstiler, først fandt sted, hvilket bekræfter den tidligere viden, der blev opnået ved at studere den æra, hvor forskellige tekstilkunster var på same teknologisk udviklede linje ud fra et designperspektiv.

## Fremtiden for planter i tekstilkunst
Mens plantebrug i tekstilkunst stadig er almindelig i dag, er der nye innovationer under udvikling, såsom Suzanne Lees kunstinstallation "BioCouture." Lee bruger fermentering til at skabe et plantebaseret papirark, der kan klippes og sys ligesom klæder - lige fra tynde plastiklignende materialer til tykke læderlignende ark. Tøjet er "engangs", fordi det udelukkende er lavet af plantebaserede produkter og er fuldstændig biologisk nedbrydelige. Inden for sit projekt lægger Lee stor vægt på at få tøjet til at se moderigtigt ud ved at bruge avantgarde-stil og naturlige farvestoffer lavet af frugter, fordi komposterbart tøj ikke appellerer til de fleste shoppere. Derudover er der mulighed for at skabe designs med planterne ved at rive eller skære det voksende ark af og lade det hele for at skabe et mønster lavet af ar på tekstilet. Mulighederne for at bruge dette tekstil i kunstinstallationer er utrolige, fordi kunstnere ville have evnen til at skabe et levende kunstværk, som Lee gør med sit tøj.

## Tekstilkunst efter region
- For artikler om tekstilkunst efter region, se All pages with titles beginning with Tekstilkunst af .

## Liste over moderne tekstilkunstnere
- Magdalena Abakanowicz
- Olga de Amaral
- Caroline Achaintre
- Alicja (Alice) Kozłowska
- Anni Albers
- Aude Franjou
- Carla Freschi
- Ian Berry[12]
- Alighiero Boetti
- Nick Cave (kunstner)
- Tracey Emin[13]
- Rodrigo Franzao
- Sheila Hicks
- Britta Marakatt-Labba[14]
- Mascha Mioni
- María Teresa Muñoz Guillén
- Martin Nannestad Jørgensen
- Grayson Perry[15]
- Erin M. Riley
- Faith Ringgold
- Judith Scott
- Kiki Smith
- Joana Vasconcelos
- Yoshiko Iwamoto Wada
- Brent Wadden
- Pae hvid
- Billie Zangewa
- Sanne Ransby

## Galleri
- Mantle ("The Paracas Textile "), 100-300 CE, Brooklyn Museum
- Casino Bokor, Tapestry af Martin Nannestad, 2014

## Yderligere læsning
- Lowengard, Sarah (2006). The Creation of Color in Eighteenth-century Europe. Columbia University Press.
- Watt, James C.Y.; Wardwell, Anne E. (1997). When silk was gold: Central Asian and Chinese textiles. New York: The Metropolitan Museum of Art. ISBN 978-0870998256.

## Eksterne links
- Antik tekstildesignarkiv Arkiveret 28. september 2020 hos  Wayback Machine – Andre Heget
- Contemporary Textile Artists – TextileArtist.org
- Pennsylvania Folklore: Woven Together – video om tekstilkunst